# 930 (numero)
Novecentotrenta (930) è il numero naturale dopo il 929 e prima del 931.

## Proprietà matematiche
- È un numero pari.
- È un numero composto, con 16 divisori:  1, 2, 3, 5, 6, 10, 15, 30, 31, 62, 93, 155, 186, 310, 465, 930. Poiché la somma dei suoi divisori (escluso il numero stesso) è 1374 > 930, è un numero abbondante.
- È un numero tetraprimo ovvero il prodotto di 4 numeri primi distinti.
- È un numero semiperfetto in quanto pari alla somma di alcuni (o tutti) i suoi divisori.
- È un numero odioso.
- È un numero intero privo di quadrati.
- È un numero pratico.
- È un numero oblungo, ovvero della forma n(n+1).
- È un numero palindromo e un numero ondulante nel sistema di numerazione posizionale a base 12 (656).
- È parte delle terne pitagoriche (496, 930, 1054), (558, 744, 930), (736, 930, 1186), (930, 1240, 1550), (930, 2232, 2418), (930, 2808, 2958), (930, 4760, 4850), (930, 6944, 7006), (930, 8624, 8674), (930, 14400, 14430), (930, 24016, 24034), (930, 43240, 43250), (930, 72072, 72078), (930, 216224, 216226).

## Astronomia
- 930 Westphalia è un asteroide della fascia principale del sistema solare.
- NGC 930 è un oggetto astronomico sconosciuto nella costellazione dell'Ariete.

## Astronautica
- Cosmos 930 è un satellite artificiale russo.

## Altri ambiti
- Il Nokia Lumia 930 è uno smartphone prodotto da Microsoft Mobile.